# Nijasbei Alexandrowitsch Dsjapschipa
Nijasbei „Nijasi“ Alexandrowitsch Dsjapschipa (georgisch ნიაზბეგ  „ნიაზ“ ალექსანდრეს ძე  ძიაპშიპა; russisch Ниязбей Александрович Дзяпшипа; * 14. November 1927 in Otschamtschire, Abchasische SSR, Georgische SSR, UdSSR; † 5. Januar 1993 in Tiflis, Georgien) war ein sowjetischer Fußballspieler aus Abchasien.

## Leben
Nijasbei Dsjapschipa wurde 1927 in Abchasien geboren, als es Teil der Sowjetunion war. Er begann das Fußballspielen beim lokalen Verein Dinamo Otschamtschira in seiner Heimatstadt Otschamtschire. Nach dem Zweiten Weltkrieg wechselte Dsjapschipa 1945 zu Dinamo Suchumi, dem damals erfolgreichsten Verein Abchasiens. Der damalige sowjetische Erstligist Dinamo Tiflis wurde dabei schon nach kurzer Zeit auf den jungen Dsjapschipa aufmerksam und verpflichtete den Abwehrspieler schließlich zur Saison 1946.
Er war in den 1940er- und 1950er-Jahren einer von etlichen Spielern bei Dinamo Tiflis, die ihre Profikarriere in Suchum begonnen hatten, neben ihm gehörten dazu unter anderem auch Georgi Grammatikopulo, Awtandil Gogoberidse, Juri Wardimiadi, Walter Sanaja und Wladimir Marganija.
Bei den Tiflisern sollte Dsjapschipa den Rest seiner Karriere verbringen. Bis 1958, als er seine aktive Karriere beendete, absolvierte er 179 Ligaspiele für seinen Club, daneben hatte er zahlreiche Einsätze in Pokalspielen.
1952 wurde er als Verdienter Meister des Sports der UdSSR ausgezeichnet, 1957 erhielt er das Ehrenzeichen der Sowjetunion.
Nach seiner Zeit als Spieler wurde er Trainer und betreute unter anderem seinen alten Jugendverein Dinamo Suchumi, Kolchida Poti und zuletzt von 1969 bis 1970 Dinamo Tiflis. Er verstarb im Januar 1993 mit 65 Jahren in Tiflis. Auf der Webseite von Dinamo Suchum wird er heute als einer von neun „legendären“ Spielern des Vereins geführt.